# Arcangelo Florena
Arcangelo Florena (Santo Stefano di Camastra, 30 ottobre 1892 – 16 giugno 1971) è stato un politico italiano.

## Biografia
Eletto al Senato della Repubblica nel 1958 con la Democrazia Cristiana, venne riconfermato nei due successivi mandati. Fu sottosegretario di Stato per i trasporti con ministro Oscar Luigi Scalfaro nel Governo Moro III e nel successivo Governo Leone II. Morì durante l'incarico parlamentare e venne sostituito da Giovanni Cassarino nella V legislatura.